# Notoplax speciosa
Notoplax speciosa is een keverslakkensoort uit de familie van de Acanthochitonidae. De wetenschappelijke naam van de soort is voor het eerst geldig gepubliceerd in 1861 door H. Adams.